# Tove Edfeldt
Tove Anna Maja Edfeldt, född 24 november 1983 i Trosa-Vagnhärads församling, är en svensk skådespelare.

## Biografi
Edfeldt började med film av en slump. Hennes mor Catti Edfeldt var regiassistent för filmen Alla vi barn i Bullerbyn 1986 och då blev det mest praktiskt att hennes då tvååriga dotter fick rollen som Kerstin, den yngsta flickan. Catti Edfeldt spelade för övrigt rollen som Olles och Kerstins mor.
Under uppväxten på Lagnö gård utanför Trosa fanns ingen teatergrupp i närheten och som barn pendlade hon regelbundet till Stockholm för att spela i Ung Teater. 13 år gammal gjorde hon sedan huvudrollen som Nora i långfilmen Sanning eller konsekvens 1997. När hon började en musikallinje på gymnasiet flyttade hon till Stockholm. Hon medverkade i SVT-serien Barnen på Luna 2000 och långfilmen Eva & Adam – fyra födelsedagar och ett fiasko 2001 i regi av Catti Edfeldt. Efter gymnasiet fick hon huvudrollen i långfilmen Hannah med H (2003).
Edfeldt studerade vid Teaterhögskolan i Stockholm 2004–2008 och medverkade under studietiden som clown i organisationen Clowner utan gränsers föreställningar i Jordanien, Sydafrika och Swaziland. Hon har sedan verkat på ett flertal teatrar, såsom Dramaten, Länsteatern på Gotland, Stockholms stadsteater och spelat i flera musikaler – Spring Awakening på Malmö Opera 2009, Evigt ung 2010 och Next to Normal 2012 på Wermland Opera och Blodsbröder 2013 på Stockholms stadsteater. Sommaren 2012 spelade hon titelrollen i August Strindbergs Fröken Julie i Scenkonst Sörmlands uppsättning på Nynäs slott.
2011 spelade hon rollen som Hjördis i Lasse Åbergs film The Stig-Helmer Story.

## Filmografi
- 1986 – Alla vi barn i Bullerbyn
- 1987 – Mer om oss barn i Bullerbyn
- 1993 – Roseanna
- 1997 – Sanning eller konsekvens
- 1998 – S:t Mikael (TV-serie) (gästroll)
- 2000 – Barnen på Luna (TV-serie)
- 2001 – Spökafton – Ensamrummet (TV-serie)
- 2001 – Eva & Adam – fyra födelsedagar och ett fiasko
- 2002 – Bella – bland kryddor och kriminella (TV-serie) (gästroll)
- 2003 – Hannah med H
- 2010 – Aldrig nudda mark (kortfilm)
- 2011 – The Stig-Helmer Story
- 2013 – Bäst före
- 2017 – Skönheten och odjuret (röst)
- 2018 – Ted – För kärlekens skull
- 2018 – Morden i Sandhamn (TV-serie)
- 2020 – Rebecka Martinsson (TV-serie)
- 2023 – One More Time
- 2025 – Stenbeck (TV-serie)

## Teater

### Roller (ej komplett)
| År   | Roll                               | Produktion                                                                          | Regi             | Teater                                |
| ---- | ---------------------------------- | ----------------------------------------------------------------------------------- | ---------------- | ------------------------------------- |
| 2006 | Erika                              | Klaus ont Erika Lucas Svensson                                                      | Staffan Roos     | Dramaten                              |
| 2010 | Fru Edfeldt                        | Evigt ung (Ewig jung) Erik Gedeon                                                   | Erik Gedeon      | Wermland Opera                        |
| 2014 | Liz                                | Chicago John Kander, Fred Ebb och Bob Fosse                                         | Roine Söderlundh | Kulturhuset Stadsteatern              |
| 2016 | Bosse/Mio                          | Mio min Mio Astrid Lindgren                                                         | Sofia Jupither   | Kulturhuset Stadsteatern              |
| 2017 |                                    | Bernardas Hus (La casa de Bernarda Alba) Federico Garcia Lorca                      | Anna Pettersson  | Kulturhuset Stadsteatern              |
| 2017 | Ensemble                           | My Fair Lady Alan Jay Lerner och Frederick Loewe                                    | Elisa Kragerup   | Kulturhuset Stadsteatern              |
| 2018 | Lydia m.fl                         | Krilon Eyvind Johnson                                                               | Carolina Frände  | Kulturhuset Stadsteatern              |
| 2019 | Swing                              | Shakespeare in Love Marc Norman och Tom Stoppard                                    | Ronny Danielsson | Kulturhuset Stadsteatern/ Dansens hus |
| 2019 | Tzeitel                            | Spelman på taket (Fiddler on the Roof) Jerry Bock, Sheldon Harnick och Joseph Stein | Ronny Danielsson | Kulturhuset Stadsteatern/ Dansens hus |
| 2021 | Elsa Schräder Syster               | Sound of Music Richard Rodgers, Oscar Hammerstein, Howard Lindsay och Russel Crouse | Ronny Danielsson | Kulturhuset Stadsteatern              |
| 2022 | Irene Ida Kulla-Gulla (Understudy) | Kulla-Gulla Martha Sandwall-Bergström                                               | Maria Sid        | Kulturhuset Stadsteatern              |
| 2022 | Syster Maria                       | Var är Olle? Amanda Glans och Andreas Kundler                                       | Andreas Kundler  | Kulturhuset Stadsteatern              |